# Carl Ewald von Rönne

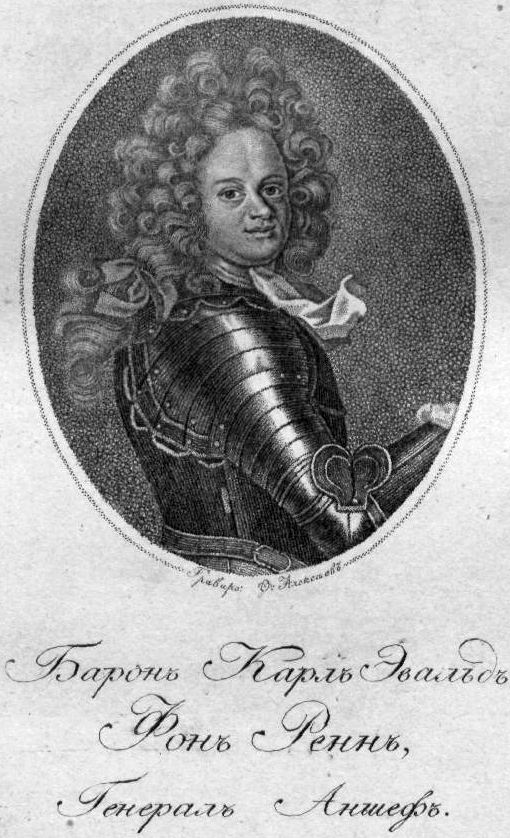
Carl Ewald von Rönne

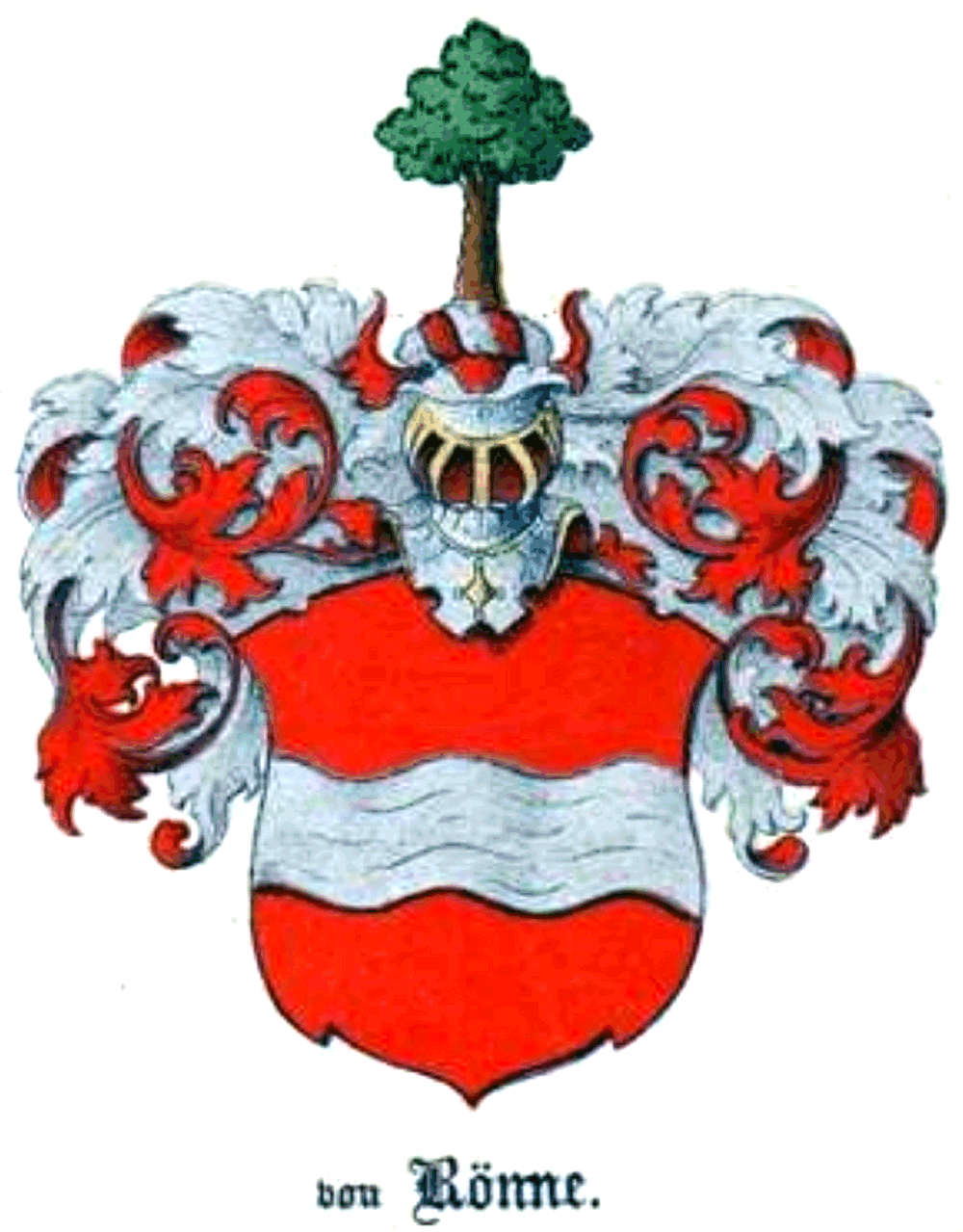
Wappen der Familie von Rönne

Carl Ewald von Rönne (russisch Карл Эвальд Ренне; * 16. Mai 1663 in Reval, Schwedisch-Estland; † 6. Juni 1716 in Grodno oder Brody) war zuletzt ein russischer General der Kavallerie, Obermarschall von Kurland und Russlands Kommandant in Polen.

## Leben
Seine Vorfahren, die ursprünglich aus Bremen stammen, zogen später nach Livland um.
Rönne war ab 1673 als Page in schwedischen Diensten, trat dann in den schwedischen Militärdienst. Im Jahre 1683 trat er in holländische Dienste und begann als Kornett in der Kavallerie seine Offizierslaufbahn. 1692 erfolgte die Beförderung zum Captain. Ab 1692 stand er als Rittmeister in Diensten des Kurfürstentum Sachsen, in der Armee von General Patkul.
1702 trat Rönne, aufgrund eines Vertrages mit dem russischen Fürsten Dolgorukow in die Dienste des Zaren, wurde 1703 Oberst eines Dragonerregiments, welches auch seinen Namen trug.
Am 7. Juli 1703 beteiligte er sich in der Schlacht von Systerbäck an der Zerstörung der schwedischen Einheiten unter dem Kommando von General Abraham Kronhjort unweit der gerade gegründeten Stadt Sankt Petersburg. Er befehligte dabei sein „Rönne-Regiment“. Im selben Jahr ernannte der Zar ihn zum Kommandanten der eroberten Festung Nyenschanz und in der Folge zum ersten Kommandanten seiner neuen Hauptstadt Sankt Petersburg.
Im Mai 1704 wurde er Generalmajor, beteiligte sich an der Eroberung der Städte Narwa und Tartu besiegte die Schweden unter General Karl Friedrich von Schlippenbach, den Karl XII. den Belagerten in Narwa und Tartu zur Hilfe schickte. 1705 befand sich Rönne in Polen und Kurland, in diesem Jahr wurde er Generalleutnant der Kavallerie.
1706 attackierte ein 3.000 Mann starker Stoßtrupp der Armee des Fürsten Alexander Danilowitsch Menschikow unter dem Kommando von Carl Ewald von Rönne eine 13.000-Mann starke Einheit des Grafen Potozki in Windau, Herzogtum Kurland und Semgallen (jetzt Lettland) und schlug sie in die Flucht. Am 3. Juli 1708 beteiligte sich Rönne an der, für die Russische Armee erfolglosen, Schlacht von Golowtschin. Am 10. Februar 1709 wehrte Rönne zusammen mit seiner Einheit von zehn Dragonerregimentern die Attacke der schwedischen Streitkräfte unter dem Kommando des Karl XII. auf die Stadt Krasnokuzk erfolgreich ab und nahm beinah den Schwedischen König gefangen (vgl. Gefecht bei Krasnokutsk).
Am 12. April 1709 wurden Rönnes Einheiten von den zahlenmäßig bedeutend stärkeren Truppen des schwedischen Generals Kruz attackiert. Rönne konnte die Attacke erfolgreich abwehren und drängte die Schweden über den Fluss Worskla. In der Schlacht von Poltawa am 27. Juni 1709 befehligte Generalleutnant Rönne den linken Flügel der Russischen Armee und wurde verwundet, wonach er das Kommando dem General Rodion Christianowitsch Baur übergab. Nach dieser Schlacht wurde er mit dem Dienstgrad des Generals der Kavallerie ausgezeichnet. 1710 erfolgte die Ernennung in den Feldherrenstand. Von 1711 bis 1715 war Rönne Oberbefehlshaber der russischen Truppen in der Ukraine und von 1716 bis zu seinem Tod Oberbefehlshaber der russischen Korps in Polen.

## Teilnahme an folgenden Schlachten
- 1703 Eroberung der Nöteburg (Schlüsselburg) und Nyenschanz
- 1703 Teilnahme an der Schlacht von Systerbäck, als befehlshabender Oberst
- 1704 Teilnahme an den Schlachten von Reval und Narva und erster Sieg, als Oberbefehlshaber einer Armee, bei Wesenberg[4]
- 1705 Belagerung von Mitau und Bauske
- 1706 Teilnahme an der Schlacht bei Windau
- 1708 Niederlage bei Golowitschin[5]
- 1709 Teilnahme an der Schlacht bei Poltawa
- Teilnahme an der Belagerung und Einnahme von Riga

## Orden und Auszeichnungen
- Ritter des Orden des Heiligen Andreas des Erstberufenen[6]
- Ritter des Orden des Weißen Adlers (Polen)[7]
- Ritter des preußischen Ordens De la Générosité

- Vom Herzog von Kurland erhielt er den selten verliehenen Dankbarkeitsorden de la reconnaissance. Des Weiteren schenkte der Herzog ihm das Gut Bershof (1710) und er wurde Pfandherr des Gutes Alt-Pönau (Kensingshof) (1711), beide in Kurland gelegen.

## Familie
Carl Ewald von Rönne war mit der russischen Hofdame Anna Lucia de Preen verheiratet. Sie war eine Tochter des Herrn Gustav von Preen aus Mecklenburg und Dorothea von Manteuffel, Erbfrau auf Puhren, Wilzen und Paddern.
Nach dem Tod ihres Mannes wurde Anna Luzia die Oberhofmeisterin bei der verwitweten Anna Ioannowna, Herzogin in der kurländischen Residenz zu Mitau. Anna Ioannowna war eine Tochter von Zar Iwan V. und die Nichte von Peter I. und herrschte später von 1730 bis 1740 als Zarin über Russland.
Kinder:
- Carl Johann Ernst Freiherr von Rönne (* 1700; † 1733), Hauptmann zu Windau